# Еріх Гільзеніц
Еріх Гільзеніц (нім. Erich Hilsenitz; 28 вересня 1916, Гамбург — ?) — німецький офіцер-підводник, капітан-лейтенант крігсмаріне.

## Біографія
3 квітня 1936 року вступив на флот. В січні-вересні 1941 року пройшов курс підводника. З вересня 1941 року — вахтовий офіцер на підводному човні U-108. В червні-серпні 1942 року пройшов курс командира човна в 24-й флотилії, в серпні-жовтні — командирську підготовку в 10-й флотилії. В жовтні 1942 року — командир U-108, з 2 листопада 1942 по 11 липня 1943 року — U-146. З липня 1943 року — інструктор 2-ї навчальної дивізії підводних човнів. З липня 1944 по 8 травня 1945 року служив в штабі 19-ї і 13-ї флотилій.

## Звання
- Кандидат в офіцери (3 квітня 1936)
- Морський кадет (10 вересня 1936)
- Фенріх-цур-зее (1 травня 1937)
- Оберфенріх-цур-зее (1 липня 1938)
- Лейтенант-цур-зее (1 жовтня 1938)
- Оберлейтенант-цур-зее (1 жовтня 1940)
- Капітан-лейтенант (1 вересня 1943)